# John Meyers
Edward John Meyers  (ur. 28 czerwca 1880 w Cincinnati, zm. w lutym 1975 w Volusii) – amerykański pływak i piłkarz wodny, medalista olimpijski Letnich Igrzysk 1904 w Saint Louis.
Razem z klubem Missouri Athletic Club zdobył brązowy medal w turnieju piłki wodnej. Wystąpił również w pływaniu na 1 milę stylem dowolnym, lecz nie ukończył wyścigu.